# 多摩郵便局
多摩郵便局（たまゆうびんきょく）は、東京都多摩市にある郵便局。民営化前の分類では、集配普通郵便局であった。

## 概要
住所：〒206-8799 東京都多摩市鶴牧1-24-2

### 併設施設
- ゆうちょ銀行多摩店（本店多摩出張所）：取扱店番号01250

### 分室
分室はなし。過去に存在した分室は以下のとおり。
- 若葉台分室 - 2007年（平成19年）に廃止。

### 作業所
- ベルブ永山団地配達作業所 - 住所：〒206-0025 東京都多摩市永山1-5 ベルブ永山1階（永山駅前郵便局は2階に入居）

## 沿革
- 1928年（昭和3年）3月11日 - 開局。
- 1963年（昭和38年）3月20日 - 電話交換事務を武蔵府中電報電話局に移管[1]。
- 1964年（昭和39年）2月16日 - 和文電報配達事務を武蔵府中電報電話局に移管。
- 1967年（昭和42年）4月3日 - 特定郵便局から普通郵便局に局種別改定。
- 1981年（昭和56年）9月1日 - 郵便番号を〒192-02から〒206に変更[2]。
- 1982年（昭和57年）3月29日 - 多摩市東寺方から、同市鶴牧一丁目に局舎を新築、移転[3]。
- 1994年（平成6年）7月1日 - 多摩桜ヶ丘簡易郵便局の廃止に伴い、取扱業務を承継。
- 1996年（平成8年）7月1日 - 外国通貨の両替および旅行小切手の売買に関する業務取扱を開始。
- 2005年（平成17年）8月1日 - 稲城市若葉台二丁目に、若葉台分室を設置[4]。
- 2007年（平成19年）7月30日 - 若葉台分室を廃止[5]。
- 2007年（平成19年）10月1日 - 民営化に伴い、併設された郵便事業多摩支店、ゆうちょ銀行多摩店に一部業務を移管。
- 2012年（平成24年）10月1日 - 日本郵便株式会社の発足に伴い、郵便事業多摩支店を多摩郵便局に統合。

## 取扱内容

### 多摩郵便局
- 郵便、印紙、ゆうパック、内容証明
- 生命保険、バイク自賠責保険、自動車保険、がん保険、引受条件緩和型医療保険
- 多摩市内および稲城市内の集配業務
- ゆうゆう窓口

### ゆうちょ銀行多摩店
- 貯金、貸付、為替、振替、振込、国際送金、外貨両替、トラベラーズチェック、国債、投資信託、変額年金保険
- ATM

## 周辺
- 多摩中央公園
- パルテノン多摩
- 多摩中央警察署
- 多摩カリヨン館
- サンリオピューロランド

## アクセス
- 京王相模原線、小田急多摩線、多摩都市モノレール線 多摩センター駅から徒歩約5分
- 京王バス、神奈中バス 多摩郵便局停留所下車
- 中央自動車道 国立府中ICから南へ約7.5km
- 駐車場あり：11台